# Geraldo Ferreira dos Santos Silva
Geraldo Ferreira dos Santos Silva (31 de dezembro de 1830 — ? de ?) foi um nobre português.

## Biografia
Era o quarto filho de João Ferreira dos Santos Silva, o 1º Barão de Santos, e de Carolina Augusta de La Rocque e irmão do cardeal D. Américo.
Geraldo Ferreira dos Santos tinha como formação o curso da Academia Politécnica do Porto. Desempenhou o cargos de Secretário de ligação do governo português em Roma e em Londres.
Recebeu de D. Luís I o título de Barão de Ferreira dos Santos.
Casou-se em 1868 com Carolina Pereira Paiva, com quem teve apenas uma filha, Maria do Carmo de Paiva dos Santos Silva, nascida em 1870.